# Saison 1911-1912 des Canadiens de Montréal
Autres saisons
Saison précédente Saison suivante
Cet article présente la saison 1911-1912 des Canadiens de Montréal dans l'Association nationale de hockey.

## Classement
|                       | PJ | V  | D  | N | BP | BC |
| --------------------- | -- | -- | -- | - | -- | -- |
| Bulldogs de Québec    | 18 | 10 | 8  | 0 | 81 | 79 |
| Sénateurs d'Ottawa    | 18 | 9  | 9  | 0 | 99 | 93 |
| Wanderers de Montréal | 18 | 9  | 9  | 0 | 95 | 96 |
| Les Canadiens         | 18 | 8  | 10 | 0 | 59 | 66 |

## Entraîneur
- Napoléon Dorval

## Joueurs
- Georges Vézina
- Louis Berlinguette
- Jean Bougie
- Hector Dallaire
- Ernie Dubeau
- Frank Glass
- Alphonse Jetté
- Jack Laviolette
- Edgar Leduc
- Eugène Payan
- Évariste Payer
- Didier Pitre
- George Poulin
- Pierre Vézina

## Saison Régulière

### Janvier
| No | Date       | Visiteur              | Score | Domicile              | Fiche |
| -- | ---------- | --------------------- | ----- | --------------------- | ----- |
| 1  | 3 janvier  | Wanderers de Montréal | 5 - 0 | Les Canadiens         | 0-1-0 |
| 2  | 6 janvier  | Les Canadiens         | 5 - 4 | Bulldogs de Québec    | 1-1-0 |
| 3  | 10 janvier | Wanderers de Montréal | 1 - 6 | Les Canadiens         | 2-1-0 |
| 4  | 13 janvier | Sénateurs d'Ottawa    | 4 - 3 | Les Canadiens         | 2-2-0 |
| 5  | 17 janvier | Les Canadiens         | 5 - 4 | Sénateurs d'Ottawa    | 3-2-0 |
| 6  | 20 janvier | Les Canadiens         | 6 - 3 | Wanderers de Montréal | 4-2-0 |
| 7  | 24 janvier | Les Canadiens         | 4 - 3 | Bulldogs de Québec    | 4-3-0 |
| 8  | 27 janvier | Bulldogs de Québec    | 3 - 5 | Les Canadiens         | 5-3-0 |
| 9  | 31 janvier | Wanderers de Montréal | 2 - 1 | Les Canadiens         | 5-4-0 |

### Février
| No | Date       | Visiteur           | Score | Domicile              | Fiche  |
| -- | ---------- | ------------------ | ----- | --------------------- | ------ |
| 10 | 3 février  | Sénateurs d'Ottawa | 3 - 9 | Les Canadiens         | 6-4-0  |
| 11 | 7 février  | Les Canadiens      | 2 - 4 | Sénateurs d'Ottawa    | 6-5-0  |
| 12 | 9 février  | Les Canadiens      | 2 - 5 | Bulldogs de Québec    | 6-6-0  |
| 13 | 14 février | Bulldogs de Québec | 2 - 1 | Les Canadiens         | 6-7-0  |
| 14 | 18 février | Les Canadiens      | 2 - 4 | Sénateurs d'Ottawa    | 6-8-0  |
| 15 | 21 février | Les Canadiens      | 1 - 9 | Wanderers de Montréal | 6-9-0  |
| 16 | 25 février | Sénateurs d'Ottawa | 3 - 2 | Les Canadiens         | 6-10-0 |
| 17 | 28 février | Bulldogs de Québec | 3 - 6 | Les Canadiens         | 7-10-0 |

### Mars
| No | Date   | Visiteur      | Score | Domicile              | Pts    |
| -- | ------ | ------------- | ----- | --------------------- | ------ |
| 18 | 2 mars | Les Canadiens | 2 - 1 | Wanderers de Montréal | 8-10-0 |